# Rundsporthalle Bochum

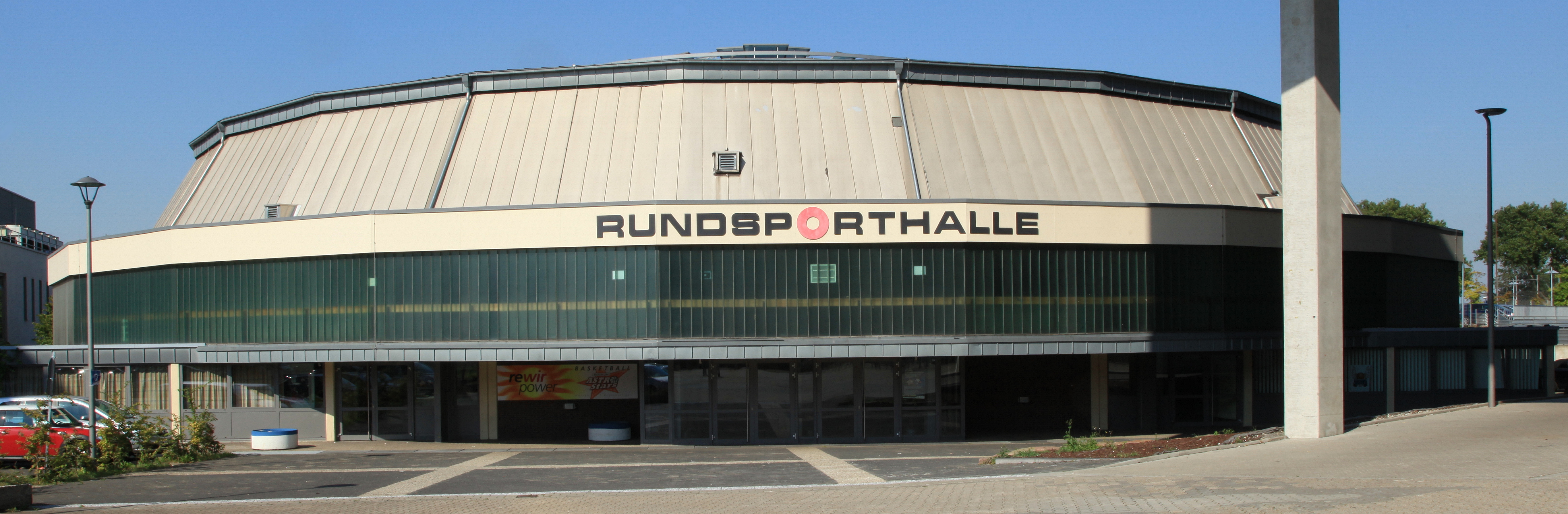
Die Rundsporthalle

Die Rundsporthalle Bochum ist Austragungsort der Heimspiele der VfL SparkassenStars Bochum und wird für den Sportunterricht an weiterführenden Schulen (wie die Hildegardisschule) verwendet. Sie wurde 1975 nach Plänen des Architekten Klaus Seltmann von der Stadt Bochum erbaut.